# Oppenheimer (film)
Oppenheimer är en biografisk film från 2023, med regi och manus av Christopher Nolan. Cillian Murphy spelar huvudrollen som Robert Oppenheimer. Han var den amerikanske teoretiska fysikern som brukar kallas "atombombens fader" för sin roll i Manhattanprojektet, forskningsprogrammet som under andra världskriget utvecklade de första kärnvapnen.
Filmen premiärvisades i Paris 11 juli och hade biopremiär 21 juli 2023, utgiven av Universal Pictures. Filmen hade biopremiär samma dag som Barbie, vilket ledde till ett populärkulturellt fenomen som kallades "Barbenheimer", där båda filmerna tävlade om publikens uppmärksamhet.
Filmen blev väl mottagen av kritiker och har ett betyg på 88 av 100 på Metacritic.
Vid Oscarsgalan 2024 blev filmen den stora vinnaren när den vann priser i sju kategorier: bästa film, regissör, manliga huvudroll, manliga biroll, klippning, foto och originalmusik.

## Rollista (i urval)
| - Cillian Murphy – Robert Oppenheimer - Emily Blunt – Katherine "Kitty" Oppenheimer - Matt Damon – Leslie Groves - Robert Downey, Jr. – Lewis Strauss - Florence Pugh – Jean Tatlock - Josh Hartnett – Ernest Lawrence - Casey Affleck – Boris Pash - Rami Malek – David L. Hill - Kenneth Branagh – Niels Bohr - Benny Safdie – Edward Teller - Jason Clarke – Roger Robb - Dylan Arnold – Frank Oppenheimer - Tom Conti – Albert Einstein - James D'Arcy – Patrick M.S. Blackett - David Dastmalchian – William L. Borden - Dane DeHaan – Generalmajor Kenneth Nichols - Alden Ehrenreich – Lewis Strauss' senatsassistent - Tony Goldwyn – Gordon Gray - Jefferson Hall – Haakon "Hoke" Chevalier - David Krumholtz – Isidor Isaac Rabi - Matthew Modine – Vannevar Bush - Scott Grimes – Lewis Strauss' rådgivare - Emma Dumont – Jackie Oppenheimer - Gustaf Skarsgård – Hans Bethe | - Alex Wolff – Luis Alvarez - Christopher Denham – Klaus Fuchs - Michael Angarano – Robert Serber - Josh Peck – Kenneth Bainbridge - Jack Quaid – Richard Feynman - Trond Fausa Aurvåg – George Kistiakowsky - Kurt Koehler – Thomas A. Morgan - John Gowans – Ward V. Evans - Macon Blair – Lloyd K. Garrison - Devon Bostick – Seth Neddermeyer - Danny Deferrari – Enrico Fermi - Matthias Schweighöfer – Werner Heisenberg - James Urbaniak – Kurt Gödel - Máté Haumann – Leó Szilárd - Ronald Auguste – J. Ernest Wilkins Jr. - Gregory Jbara – Senator Warren Magnuson - Rory Keane – Hartland Snyder - Josh Zuckerman – Giovanni Rossi Lomanitz - Will Roberts – George C. Marshall - James Remar – Henry L. Stimson - Pat Skipper – James F. Byrnes - Steve Coulter – James Bryant Conant - Gary Oldman – Harry S. Truman - Hap Lawrence – Lyndon B. Johnson |